# Валентина Толкунова
Валентина Василевна Толкунова (Армавир, Краснодарски край, 12 юни 1946 г. — Москва, 22 март 2010 г.) е руска и съветска певица. Тя е известна с нежните си изпълнения и яснотата на гласа си.

## Биография
Тя е родена в Армавир, Краснодарски край, Русия, на 12 юли 1946 г. През детството си пее в хора на съветския композитор Исак Дунаевски. На 18-годишна възраст постъпва в Московския държавен университет. През 1966 г. става член на джаз оркестъра ВИО-66 на Юрий Саулски като солистка и джаз певица. През 1971 г. завършва Института „Гнесини“ в Москва и записва песни за филма „День за днём“ („Ден след ден“). През 1972 г. става известна с песни на Василий Шаински, отбелязвайки началото на успешна кариера в радиото и телевизията. През 1973 г. започва да сътрудничи с Московската филхармонична концертна асоциация (Москонцерт), а през 1989 г. основава и става директор на собствен театър. По време на тридесетгодишната си кариера Валентина Толкунова издава около тринадесет албума. Тя е спечелила и много награди в съветските републики и е била 23-кратна победителка в телевизионния конкурс „Песен на годината“.
На 16 февруари 2010 г. Толкунова се разболява по време на концерт в Могильов, Беларус, и отива в местна болница, където ѝ е поставена диагноза мозъчен тумор, преди да бъде преместена в клиниката „Боткин“ в Москва. На 22 март тя изпада в кома и умира два часа по-късно.
Тя е получила множество отличия, включително званието Народен артист на СССР.

## Дискография
| Заглавие                 | От   |
| ------------------------ | ---- |
| Валентина Толкунова      | 1974 |
| В Порту                  | 1974 |
| Песни                    | 1977 |
| Разговор С Женщиной      | 1985 |
| Если Б Не Было Войны     | 1990 |
| Серёжа                   | 1991 |
| Сорок Пять               | 1992 |
| Мой Придуманный Мужчина  | 2002 |
| На Горизонтских островах | 2006 |
| Как Быть Счастливой      | 2010 |
| Песни о России           | 2010 |